# Río Kaministiquia

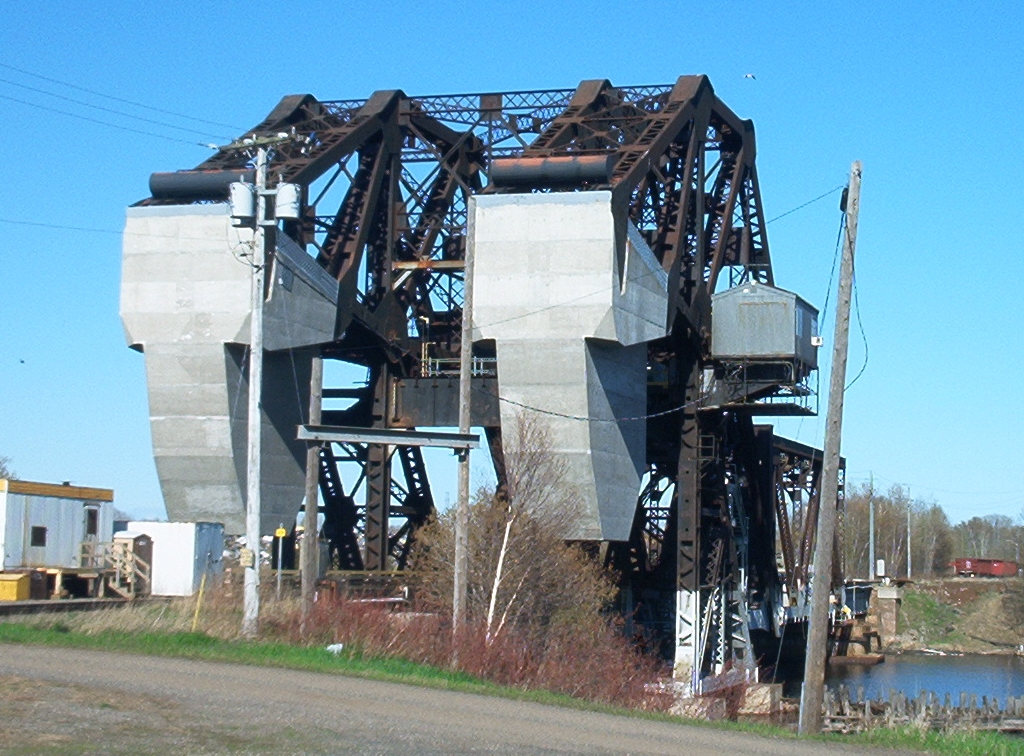
Vista del Jackknife Bascule Bridge en Thunder Bay

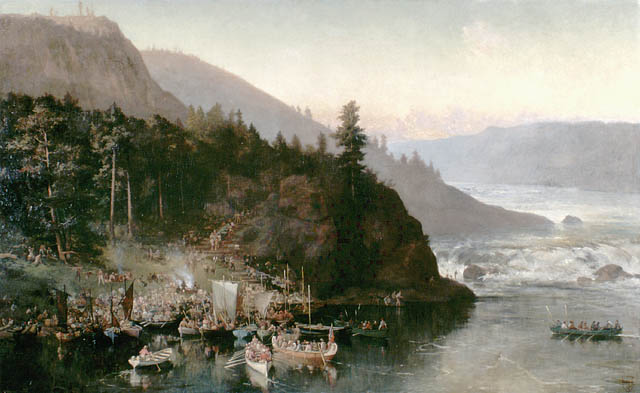
The Red River Expedition at Kakabeka Falls, obra de Frances Anne Hopkins, 1877

El río Kaministiquia (del inglés: Kaministiquia River), pronunciado [ˌkæmɨˈnɪstɨkwɑː] es un corto río de Canadá que desemboca en la parte occidental del lago Superior, en la ciudad de Thunder Bay, en la provincia de Ontario. Kaministiquia (Gaa-ministigweyaa) es una palabra ojibwe que significa «[río] con islas» debido a que hay dos grandes islas (McKellar y Misión) en su desembocadura. El delta tiene tres ramales o emisarios: el sur se conoce como río Misión; el ramal central, como río McKellar; y el norte, como Kaministiquia. Los residentes de la región se refieren comúnmente al río como río Kam.

## Geografía
Las cataratas Kakabeka, que se encuentran en este río, es la cascada más grande en la cuenca del lago Superior, cayendo desde una altura de 39 metros. Por debajo de estas caídas, el río fluye a través de una extensa llanura de inundación creada por un antiguo predecesor que fluía a través de esta región después de la última edad de hielo.
Los principales afluentes del Kaministiquia son:
- río Dog [río del Perro]
- río Matawin
- río Whitefish [río pescado Blanco], de unos 45 km.

## Historia
Kamanistigouian, como lugar, es mencionado por primera vez en un decreto del Conseil Souverain de la Nouvelle-France de fecha 23 de agosto de 1681 instruyendo a una de las dos canoas para dar a conocer la amnistía real a los coureurs des bois, aunque el río todavía sin nombrar se representa en un mapa de 1671, la Carte des Jésuites, como «R. [rivière] par où l'on va aux Assinipoualacs à 120 lieues vers le Nord-Ouest» [Río por el que se va a los Assinipoualacs a 120 leguas al noroeste]. Al igual que el río Pigeon [río Paloma], este río fue una parte importante de la ruta fluvial en el oeste de Canadá. Durante el régimen francés, se establecieron en el delta del Kaministiquia dos puestos del comercio de pieles: el primero fundado por Daniel Greysolon, sieur du Lhut (1684/85-1696) y el segundo, en 1717, por Zacharie Robutel de la Noue, ambos ahora normalmente conocidos como Fort Kaministiquia, debido a la gran cantidad de variantes ortográficas utilizadas durante el régimen francés (como Kamanistigouian, Camanistigoyan, Kaministigoyan, etc.) También estableció aquí en 1803 la North West Company un puesto comercial británico en la boca del río, Fort William, Ontario, y la Compañía de la Bahía de Hudson otro, aguas arriba, en Punta de Meuron. Los dos puestos rivales británicos se fusionaron en 1821, cuando lo hicieron también ambas compañías. El río ha tenido muchas variantes ortográficas desde 1681, siendo finalmente escrito como Kaministiquia, aunque por un tiempo Kaministikwia fue también su ortografía oficial.
Tras la apertura del canal estadounidense en Sault Ste. Marie en 1855, el río se volvió más accesible para la navegación. El limo había creado un banco de arena en su boca principal, de tal manera que se requería su dragado ya en 1873 para permitir que barcos de mayor tamaño se aventurasen contra la corriente.
Después de 1883, la parte baja del río Kaministiquia se industrializó en gran medida por el Canadian Pacific Railway con almacenes de trenes, depósitos de carbón y muelles, elevadores de granos, muelles de embarque y aserraderos. El puente basculante de dos pisos, Jackknife Bascule Bridge, fue construido por la CPR en 1913 para permitir que trenes y vehículos cruzasen desde el continente a la isla Mission. La Estación Generadora de Thunder Bay, una central térmica de carbón de 326 MW que entró en servicio en 1963 y se encuentra en la isla Mission, en el delta del río. Los tres ramales del río en el delta fueron ampliamente dragados y ampliados por el Departamento Federal de Obras Públicas a principios del siglo XX para facilitar la navegación.
El río ha sido descrito por muchos artistas canadienses destacados como William Armstrong (1822-1914), Frances Anne Hopkins (The Red River Expedition at Kakabeka Falls, 1877) y Lucius Richard O'Brien (Kakabeka Falls, 1882).

## Ruta de los voyageurs
Esta sección comprende la ruta de los voyageur desde Fort William, 135 millas al oeste de la intersección de la ruta Grand Portage con el lago La Croix. (Para más detalles, ver primeras rutas canadienses en canoa). El Kaministiquia y Grand Portage eran las dos rutas principales utilizadas por los comerciantes de pieles canadienses que viajaban al Canadá occidental desde los Grandes Lagos. La ruta Kaministiquia fue utilizada por primera vez en 1688 por Jacques de Noyon. Hacia 1731, La Vérendrye utilizó el Grand Portage, que se convirtió en la ruta preferida. Dado que para los comerciantes occidentales no era práctico hacer en una temporada el viaje de ida y vuelta a Montreal, iban hasta el Grand Portage e intercambiaban allí sus mercancías con embarcaciones que había llegado desde Montreal. En 1803 se encontró que el Grand Portage estaba en el lado de EE. UU. de la frontera y la ruta fue trasladada unos 65 km al noreste a Fort William.
La ruta en canoa corría al oeste desde Fort William, con un único portaje en las cataratas Kakabeka, que eran superadas por el portaje Mountain. La Compañía del Noroeste construyó pronto un camino a un depósito por encima de las cataratas. A partir de aquí, se dirigía hacia el norte por un tramo rápido con al menos siete portajes y, a continuación de algunos portajes más y con una altura significativa, alcanzar el lago Dog, a unos 25 km al noroeste de Fort William. A continuación, se recorría un tramo fácil de unos 80 km en dirección noroeste hasta el retorcido río Dog, el arroyo Jordain y el arroyo Cold Water, para llegar al lago Creek. Entonces comenzaba un dificultoso tramo pantanoso, hacia el oeste, a través de un portaje de unas 5 km, el porteo Prairie, hasta Height of Land Lake. Después, tras la media milla del portaje De Milieu, se llegaba al lago du Milieu y con otro portaje, de 2,5 km, el porteo Savanne, se llegaba al río Savanne, en la cuenca del lago Winnipeg. Después con rumbo oeste por el Savanne hasta el lago des Mille Lacs. Dado que el río Seine era demasiado encrespado para las canoas de carga, la ruta iba por un portaje de un cuarto de milla, el Baril Portage, hasta el río Pickerel y el lago Pickerel. Seguían los porteos de Pickerel y de Deux-Rivières hasta ganar el lago Sturgeon y luego descender el río Maligne hasta el lago La Croix, punto en el que coincidía ya con la ruta que llegaba del sureste desde Grand Portage. (Para la ruta al oeste desde el lago La Croix, ver las Primeras rutas canadienses en canoa).